# Triatoma recurva
Triatoma recurva är en insektsart som först beskrevs av Carl Stål 1868.  Triatoma recurva ingår i släktet Triatoma och familjen rovskinnbaggar. Inga underarter finns listade i Catalogue of Life.